# Zune
Zune je proizvod linije portabl medija plejera koje proizvodi kompanija Majkrosoft. Linija proizvoda takođe uključuje Zune softver i Zune Marketplace, koji pružaju onlajn muziku, video i podkastove. Zune plejeri su dostupni u dve varijante, jedan zasnovan na hard disku, a drugi na fleš memoriji. Zune poseduje mogućnost bežične sinhronizacije sa Vindovs računarom. Zune softver nije kompatibilan sa Linuks i MacOS operativnim sistemima.

## Spoljašnje veze
- Архивирано на веб-сајту  (28. новембар 2004)